# Boris Morales
Boris Vladimir Morales (Chalatenango, El Salvador; 13 de agosto de 1998) es un futbolista salvadoreño. Su posición es delantero y su actual club es el A. D. Isidro Metapán de la Primera División de El Salvador.

## Trayectoria

### AD Isidro Metapán
El 2 de junio de 2022 se anuncia su salida del equipo.

## Estadísticas

### Clubes
Actualizado al último partido jugado el 1 de mayo de 2022.
| Asociación Deportiva Chalatenango · El Salvador   | 1.ª                 | 2018-19             | 43  | 3 | - | - | - | - | 43  | 3 | 0.06 |
| Asociación Deportiva Chalatenango · El Salvador   | Total               | Total               | 43  | 3 | 0 | 0 | 0 | 0 | 43  | 3 | 0.06 |
| Alianza Fútbol Club · El Salvador                 | 1.ª                 | 2019                | 8   | 0 | - | - | 1 | 0 | 9   | 0 | 0.00 |
| Alianza Fútbol Club · El Salvador                 | Total               | Total               | 8   | 0 | 0 | 0 | 1 | 0 | 9   | 0 | 0.00 |
| Asociación Deportiva Chalatenango · El Salvador   | 1.ª                 | 2020                | 10  | 2 | - | - | - | - | 10  | 2 | 0.20 |
| Asociación Deportiva Chalatenango · El Salvador   | 1.ª                 | 2020                | 7   | 0 | - | - | - | - | 7   | 0 | 0.00 |
| Asociación Deportiva Chalatenango · El Salvador   | Total               | Total               | 17  | 2 | 0 | 0 | 0 | 0 | 17  | 2 | 0.12 |
| Once Deportivo Fútbol Club · El Salvador          | 1.ª                 | 2021                | 9   | 0 | - | - | - | - | 9   | 0 | 0.00 |
| Once Deportivo Fútbol Club · El Salvador          | 1.ª                 | 2021                | 12  | 1 | - | - | 2 | 0 | 14  | 1 | 0.07 |
| Once Deportivo Fútbol Club · El Salvador          | Total               | Total               | 21  | 1 | 0 | 0 | 2 | 0 | 23  | 1 | 0.05 |
| Asociación Deportiva Isidro Metapán · El Salvador | 1.ª                 | 2022                | 11  | 0 | - | - | - | - | 11  | 0 | 0.00 |
| Asociación Deportiva Isidro Metapán · El Salvador | Total               | Total               | 11  | 0 | 0 | 0 | 0 | 0 | 11  | 0 | 0.00 |
| Total en su carrera                               | Total en su carrera | Total en su carrera | 100 | 6 | 0 | 0 | 3 | 0 | 103 | 6 | 0.06 |
| (2) No incluye goles en partidos amistosos.       |                     |                     |     |   |   |   |   |   |     |   |      |

Segunda División de El Salvador
| Club                               | País        | Año    |
| ---------------------------------- | ----------- | ------ |
| Asociación Deportiva Internacional | El Salvador | 2022 - |

## Palmarés

### Títulos nacionales
| Título           | Club       | País        | Año    |
| ---------------- | ---------- | ----------- | ------ |
| Primera División | Alianza FC | El Salvador | A-2019 |